# Jørn E. Jensen
Jørn Ejvind Jensen (født 14. oktober 1926 i Nøvling, død 24. december 2018) var en dansk forretningsmand, stifter af kæden Tæppeland og ejer af herregården Orebjerg.

## Barndom og ungdom
Jørn E. Jensen var søn af chauffør Harald Jensen og husholdersken Agda Jensen og kom til verden på et husmandssted ved Nøvling i Himmerland. Han var ikke ret gammel, da hjemmet gik på tvangsauktion, og familien, der også omfattede tre søstre til Jørn Jensen, flyttede til København, hvor de boede i små kår. Jørn Jensen kom i kontorlære som 14-årig og forsøgte sig senere som isenkræmmer, inden han rejste ud for at se noget af verden. Da han vendte hjem i 1950, fik han job hos en tæppehandler. Her fik han snart smag for at blive selvstændig.

## Tæppehandlerkarrieren
Han åbnede sin egen tæppeforretning efter et år som ansat, og det blev snart en succes. I 1964 var Jørn E. Jensen ejer af 25 tæppeforretninger i hele landet. I 1969 åbnede han det første tæppesupermarked, og det var på det tidspunkt, at navnet Tæppeland blev introduceret. Succesen blev ført videre med butikker i udlandet, og efterhånden slog Jensen, der fik tilnavnet Tæppe-Jensen, sig også på andre brancher. I storhedstiden i 1980'erne og 1990'erne havde Jensen mere end 300 butikker over hele verden og en årlig omsætning på 2,2 milliarder kroner.
Da han forsøgte at få forretningsimperiet til at fortsætte hos sine børn, gik det ikke så godt, og til sidst måtte Jensen i 2011 acceptere en fusion med Biva-kæden, der stort set overtog Tæppeland gratis. Et par forsøg på at få gang i forretningen igen gik heller ikke så godt, så Jensen måtte trække sig tilbage i 2014.